# Masfut
Masfut és una petita ciutat agrícola d'uns tres mil habitants situada a les muntanyes Hadjar, al sud-est dels Emirats Àrabs Units que inclou les viles de Mazeyrah i Al-Sabgah. La zona està poblada pels clans tribals Bidwat i Bani Kaeb. La zona és muntanyosa destacant el Djebel Difta, i la Muntanya Blanca, però amb notables valls com les de Gulfa, Sawamer, Masafwat, Khanfariya i altres
La zona pertany a Ajman, ja que les tribus que l'habiten va declarar la seva lleialtat al xeic d'Ajman. El territori està separat uns 90 km de la capital de l'emirat d'Ajman i limita al nord amb la secció sud de Ras al-Khaimah, a l'est amb una zona que pertany a Dubai anomenada Hajarain; i a l'oest i sud amb Oman; al sud-oest hi ha un petit enclavament, Hadf, que és de sobirania compartida entre Ajman i Oman.
A Masfud l'activitat principal és l'agricultura i les granges, avui modernitzades; hi ha pedreres de marbre de colors.
Les seves coordenades geogràfiques són latitud 24 81 i longitud 56 11. El cap tribal de la zona va reconèixer al xeic d'Ajman el 1947 i fou reconeguda pels britànics dos anys després. Fou confirmada als arbitratges i tractats interns del 1956-1957. Les fronteres amb Oman, establertes el 1960, han quedat millor delimitades als darrers anys però els mapes exactes encara no s'han publicat.